# Politique étrangère du Troisième Reich avec le Moyen-Orient

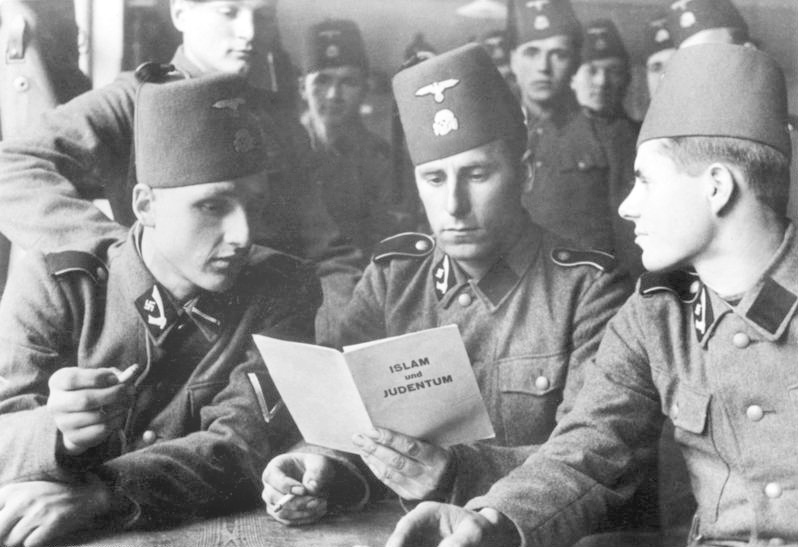
Soldats bosniaques de la 13e division de montagne de la Waffen SS Handschar lisant un pamphlet autorisé par le mufti de Jérusalem, Mohammed Amin al-Husseini, intitulé « Islam et Judaïsme ». Les membres de cette division portaient des insignes distinctifs (armes à lame courbée et croix gammées) sur leurs uniformes.

Cet article traite de la politique étrangère de l’Allemagne avec le Moyen-Orient (et par extension le monde arabo-musulman) entre 1933 et 1945. Les relations entre nazis et nationalistes arabes englobent le mépris, l'opposition, la propagande et dans certains cas la collaboration. Les relations de coopération ont été fondées sur des hostilités partagées à l'égard d'ennemis communs, tels que les impérialismes britannique et français, le colonialisme et le sionisme (cf. Histoire du sionisme).

## Théories raciales nazies sur les Arabes

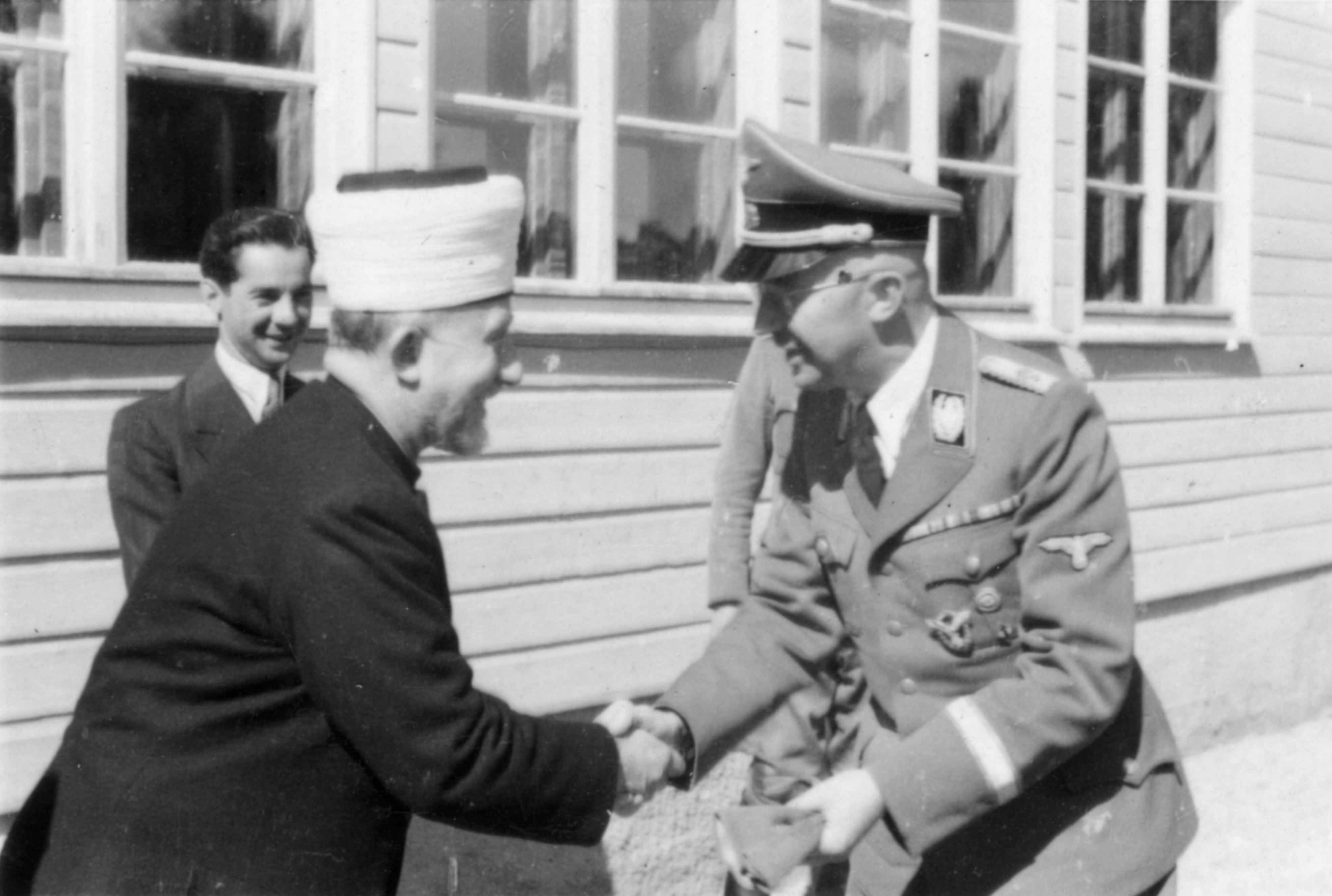
Mohammed Amin al-Husseini lors de sa rencontre avec Heinrich Himmler en 1943.

Malgré la coopération et l'association de certains Arabes avec les nazis, Adolf Hitler les considérait comme une race inférieure. Les Arabes reçurent en Allemagne un traitement discriminatoire lié aux théories raciales nazies,. L'historien Bernard Lewis explique que les Arabes étaient rabaissés par l'idéologie nazie au même rang que les Juifs dans la classification du Troisième Reich, et des allusions à leur infériorité seront faites de temps à autre, telles les insultes que Hitler a dites dans un discours d'août 1939 sur les peuples du Moyen-Orient en décrivant les non-Européens comme des « demi-singes ».

## Point de vue des Arabes envers les nazis
Selon Gilbert Achcar, universitaire libanais, la perception du nazisme qu'avaient les Arabes n'était pas unifiée. Hitler et l'idéologie fasciste ont soulevé la controverse dans le monde arabe, tout comme en Europe, avec ses partisans et ses adversaires. Pour Achcar, « les Arabes et les Berbères qui combattirent dans les rangs des Alliés durant la Seconde Guerre mondiale sont considérablement plus nombreux que ceux qui combattirent dans les rangs des pays de l'Axe » et selon Alain Gresh il y aurait eu 9 000 Arabes de Palestine « dans les rangs de l'armée britannique, des centaines de milliers de Maghrébins dans les troupes de la France libre, sans parler de centaines de déportés arabes dans les camps nazis ». Selon le quotidien allemand Der Spiegel, Adolf Hitler a été néanmoins célébré dans de grandes parties du monde arabe, et certains journaux sont même allés jusqu'à le comparer au Prophète. Rommel, commandant de la Deutsches Afrikakorps, était presque aussi populaire que Hitler. Dans les pays arabes, le cri « Heil Rommel » constituait une salutation courante. Nombre d'Arabes (royaume d'Égypte, Palestine mandataire etc) voyaient en effet en les Allemands une possibilité de s'émanciper de la tutelle coloniale.

## Coopération entre l'Allemagne et le monde arabo-musulman

### Relations avec la Turquie

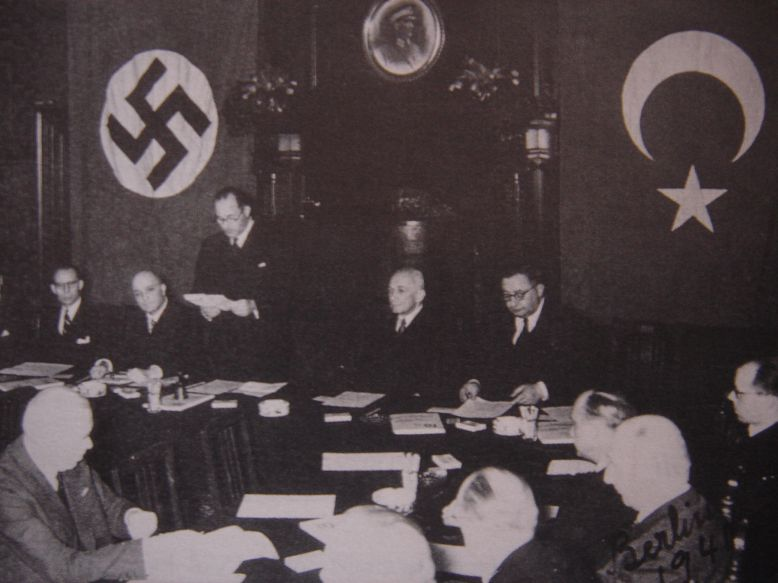
Signature du Pacte d’amitié turco-allemand le 18 juin 1941 à Ankara.

Le 18 juin 1941, dans le contexte de la Seconde Guerre mondiale, l’ambassadeur d’Allemagne en Turquie, Franz von Papen, et le ministre des Affaires étrangères de Turquie, Şükrü Saracoğlu, signent un pacte d'amitié à Ankara,. Entré en vigueur le même jour, il durera quatre ans. Toutefois, la Turquie n'adhérera jamais à l'idéologie nazie, proclamant sa neutralité vis-à-vis de l'Axe et des Alliés.
Une analyse suggère par ailleurs que Hitler voulait voir entrer la Turquie dans l’Axe (celle-ci avait fait partie intégrante des Empires centraux et combattu aux côtés des Allemands lors de la Première Guerre mondiale). Le pacte devait durer dix ans, mais il est dissout le 24 octobre 1945, après la chute du Troisième Reich, lorsque la Turquie rejoint l’Organisation des Nations unies.
Un plan d'invasion sera toutefois élaboré et programmé pour la fin 1942 : l'opération Gertrude.

### Relations avec l'Irak

Cocarde de la force aérienne irakienne de 1941 à 2004 reprenant les couleurs du panarabisme, dont les avions de la (Fliegerführer Irak) étaient ornés.

L'ambassadeur d'Allemagne en Irak, Fritz Grobba, participe à entretenir un sentiment anti-britannique et anti-juif dans la population irakienne.
Un coup d’État militaire lancé le 1er avril 1941 par Rachid Ali al-Gillani renverse le régime pro-britannique en Irak. Les quatre généraux putschistes collaborent étroitement avec les services de renseignements nazis et acceptent l’aide militaire de l’Allemagne. Hitler demande à la Turquie la permission de passer par le territoire turc afin de fournir une aide militaire à l’Irak, mais celle-ci demande en contrepartie quelques rectifications de sa frontière avec l'Irak, acceptées par le Troisième Reich.
Le Farhoud, équivalent des pogroms d'Europe centrale et orientale mené par les pro-nazis arabes qui fit 140 morts et plus de 700 blessés juifs, fut ainsi influencé par la politique étrangère nazie.
Les forces britanniques attaqueront l’Irak à partir du 18 avril et restaureront le régime de l’émir Abdelilah ben Ali el-Hachemi, régent du roi Fayçal II d’Irak, alors âgé de quatre ans, le 3 juin. Le 6 mai, le colonel Werner Junck de la Luftwaffe avait reçu l'ordre de déployer une petite force en Irak (Fliegerführer Irak (en)), où ses bombardiers devaient opérer à partir de Mossoul. Les Britanniques avaient été rapidement mis au courant de ces plans grâce aux transmissions diplomatiques italiennes interceptées. Entre le 10 et 15 mai, ces aéronefs étaient arrivés à Mossoul par les bases aériennes françaises de Vichy, en Syrie, et avaient alors commencé des attaques aériennes régulières contre les forces britanniques.

### Territoires sous administration britannique

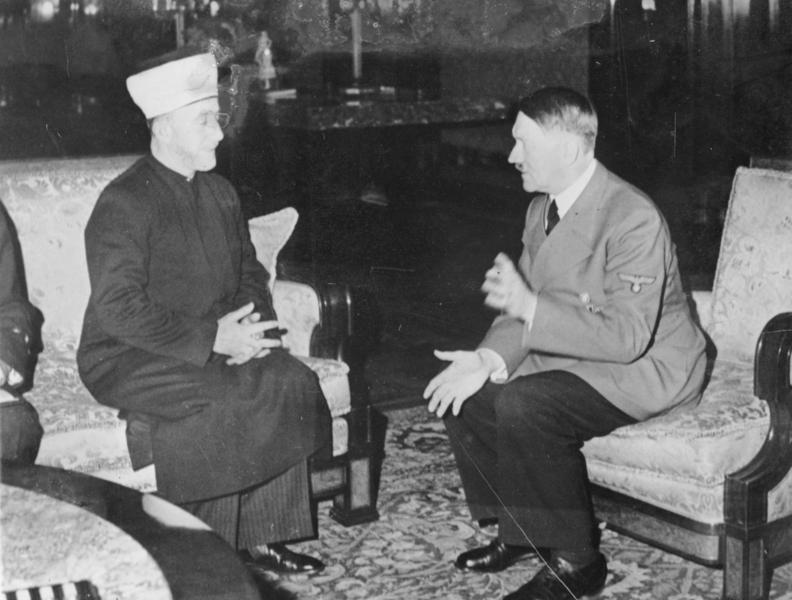
Adolf Hitler et Mohammed Amin al-Husseini lors de leur entretien en décembre 1941.

Les Allemands exploitèrent le ressentiment contre la domination britannique et se trouvèrent des alliés, ainsi le mufti de Jérusalem Amin al-Husseini que Hitler rencontre en 1941, et qui collaborera activement avec les Nazis, au travers de propagande visant à faire se rebeller le monde arabe contre les Britanniques, en participant au recrutement de combattants musulmans pour servir dans la Waffen-SS ou en soutenant des opérations derrière les lignes de front telle que l'Opération Atlas.
Une unité de la Waffen-SS fut constituée de volontaires issus du sous-continent indien : la SS Freies Indien Legion, dont les membres étaient hindous, sikhs ou musulmans[réf. nécessaire].
Trois autres divisions de la Waffen-SS furent constituées exclusivement de volontaires musulmans et financées par le mufti palestinien Amin al-Husseini, une d'elles était basée à Séte dans le sud de la France[réf. nécessaire].

### Relations avec l'Iran

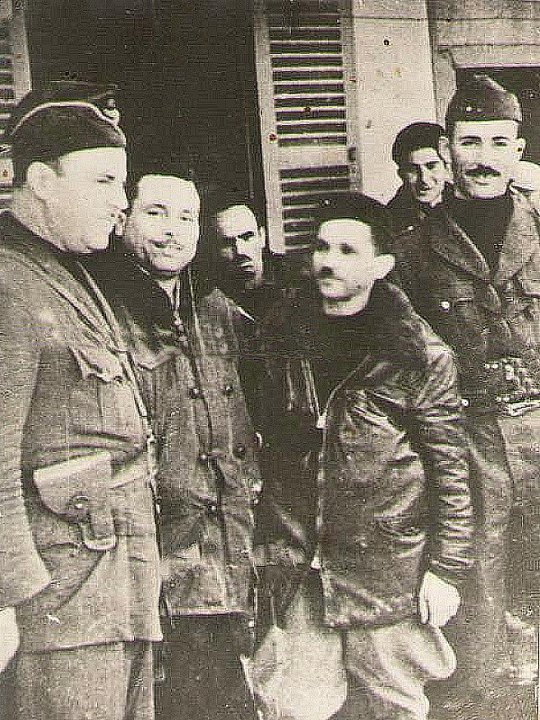
L'Algérien Saïd Mohammedi (gauche) servit dans la Waffen-SS et la LVF sur le front russe durant la Seconde Guerre mondiale avant de rejoindre le FLN au début de la guerre d'Algérie en 1954.

Sous le régime de Reza Pahlavi, l'Iran cherche à se rapprocher du Troisième Reich. À la suite de l'invasion allemande de l'URSS en 1941, le Royaume-Uni et l'URSS deviennent alliés. Reza Pahlavi, bien que prônant une coopération avec l'Allemagne, souhaitait que le pays restât neutre. Les Britanniques craignaient que la raffinerie d'Abadan, détenue par l'Anglo-Iranian Oil Company, ne tombe entre les mains des Allemands. Or cette raffinerie, qui a produit huit millions de tonnes de pétrole en 1940, représentait une part cruciale de l'effort de guerre des Alliés. En août 1941, l'Iran se voit ainsi envahi par l'Armée rouge et les Britanniques. Le pays sera occupé jusqu'en 1946.

### Balkans/Europe de l'Est
Le mufti Mohammed Amin al-Husseini aurait aidé à recruter des unités SS dans les Balkans. Trois divisions musulmanes de Waffen-SS furent formées durant la Seconde Guerre mondiale, surnommées les « guerriers saints », principalement composées de Bosniaques et d'Albanais (vus par certains[Qui ?] comme des alliés objectifs des forces de l'Axe en raison de leurs contentieux avec les Serbes), qui combattirent lors de la campagne de Yougoslavie entre 1941 et 1945 contre les partisans yougoslaves. Mais bon nombre entrèrent dans la résistance communiste en Bosnie-Herzégovine, Kosovo, Albanie, Monténégro, Serbie, Bulgarie dirigée par Tito. Le cœur de la résistance, la République de Bihać, était peuplée majoritairement de musulmans. En 2010, 65 Albanais, en majorité musulmans, ont été faits Justes parmi les nations.
Des divisions SS furent aussi constituées de chrétiens et de musulmans du Caucase et d'Asie centrale, comme la Osttürkischer Waffen-Verband der SS. Voir l'article: Unités de la Waffen SS.

## La Shoah en Afrique du Nord
La Schutzstaffel (SS) crée une unité spéciale pour l'Afrique du Nord, dirigée par le SS Obersturmbannführer, Walter Rauff, et établit un camp de travail en Tunisie dans lequel 2 500 Juifs tunisiens périssent.